# Thunderbird Classic 1972
Il Thunderbird Classic 1972 è stato un torneo di tennis giocato sul cemento. È stata la 2ª edizione del torneo, che fa parte del Virginia Slims Circuit 1972. Si è giocato a Phoenix negli USA, dal 25 settembre al 1º ottobre 1972.

## Campionesse

### Singolare
Billie Jean King ha battuto in finale  Margaret Smith Court con il punteggio di 7–6, 6–3

### Doppio
Rosie Casals /  Wendy Overton hanno battuto in finale  Françoise Dürr /  Betty Stöve con il punteggio di 6–4, 6–3